# Людське, надто людське
«Людське, надто людське. Книга для вільних розумів» (нім. « Menschliches, Allzumenschliches: Ein Buch für freie Geister ») —  філософська праця німецького філософа Фрідріха Ніцше.

## Історія
Роботу над книгою Ніцше розпочав у Сорренто, куди переїхав восени 1876 року після того, як він перервав за станом здоров'я свої лекції в університеті та взяв річну відпустку. Спочатку книга вийшла в двох томах. Перший з'явився друком у травні 1878 року у видавництві Ернста Шмайцнера в Кемніці. На заголовному аркуші був підзаголовок:  "Пам'яті Вольтера. Присвячується в столітню річницю з дня його смерті. 30 травня 1778" .
Ця праця викликала бурхливі відгуки, особливо у вагнерівських колах. Так, сам Ріхард Вагнер виступив проти даної праці Ніцше з дуже агресивною статтею в серпневому випуску зошитів «Байройтські листки» за 1878 рік. Стаття Вагнера називалася «Публіка і популярність». Натомість книгу підтримав Якоб Буркгардт, який назвав її  «державною книгою»  і  «книгою, яка збільшила незалежність у світі» .

Сам Фрідріх Ніцше в Ecce Homo згадував про цю книгу таке: 
 Виникнення цієї книги відноситься до перших тижнів байройтського фестивалю; глибока відчуженість від усього, що мене там оточувало, є однією з умов її виникнення … У Клінгенбрунні, загубленому в глибоких лісах Богемії, я носив у собі, як хворобу, свою меланхолію і презирство до німців та занотовував час від часу у свій записник під загальною назвою «Сонник» тези, самі жорсткі psychologica. 

## Перелом
Книга виявилася переломною в філософії Ніцше, який залишає ґрунт метафізики й ідеалізму і звертається до забарвленого позитивізмом філософського реалізму. Пояснення криється в тому, що Вагнер став все частіше у своїх операх звертатися до християнських мотивів (а християнство, як відомо, Ніцше зневажав), крім того, визнання публіки для музиканта стало важливіше самого мистецтва, тоді як Ніцше-філософ намагався втекти від будь-якого натовпу і висміював честолюбних людей.
Також існують припущення, що на різку зміну поглядів Фрідріха вплинуло знайомство з філософом-позитивистом і психологом Паулем Ре. Ця версія широко висвітлювалася після виходу книги про Ніцше, написаної Лу Андреас-Саломе, що залишила значний слід в житті філософа. Відомо, що Пауль Ре якось подарував Фрідріху Ніцше свою книгу «Про походження моральних почуттів», яка містила напис: «Батькові цієї книги з вдячністю від її матері».

## Структура
Книга складається з двох томів. Другий том було додано 1886 року, під час публікації другого видання книги. 1886 року перший том було розширено передмовою.

### Перший том
Перший том складається з передмови та 9 розділів.
- Перший розділ: Перші та останні речі / Von den ersten und den letzten Dingen
- Другий розділ: До історії моральних відчуттів / Zur Geschichte der moralischen Empfindungen
- Третій розділ: Релігійне життя / Das religiöse Leben
- Четвертий розділ: З душі митця і письменника / Aus der Seele der Künstler und Schriftsteller
- П'ятий розділ: Ознаки вищої та нижчої культури / Anzeichen höherer und niederer Kultur
- Шостий розділ: Людина в русі / Der Mensch im Verkehr
- Сьомий розділ: Жінка і дитина / Weib und Kind
- Восьмий розділ: Погляд на державу / Ein Blick auf den Staat
- Дев'ятий розділ: Людина на самоті з собою / Der Mensch mit sich allein

### Другий том
- Передмова
- Перемішані думки та вислови / Vermischte Meinungen und Sprüche
- Мандрівник і його тінь / Der Wanderer und sein Schatten

## Переклади українською
- Фрідріх Ніцше. Повне зібрання творів. — Том 6. Людське, надто людське: Книга для вільних умів. Переклад з німецької Катерина Котюк. — Львів: Астролябія, 2012. — 408 с. — ISBN 978-617-664-009-7.
- Фрідріх Ніцше. Повне зібрання творів. — Том 5. Перемішані думки і вислови; Мандрівник і його тінь. Переклад з німецької Катерина Котюк. — Львів: Астролябія, 2012. — 300 с. — ISBN 978-617-664-010-3.